# راشيل برايت
راشيل برايت (بالإنجليزية: Rachel Bright)‏ هي ممثلة بريطانية، ولدت في 16 ديسمبر 1985 في إيلفورد ‏ في المملكة المتحدة.

## وصلات خارجية
- راشيل برايت على موقع IMDb (الإنجليزية)
- راشيل برايت على موقع قاعدة بيانات الفيلم (الإنجليزية)